# Slovenská Kajňa
Slovenská Kajňa je obec na Slovensku v okrese Vranov nad Topľou. Nachází se asi 6 km od vodní nádrže Domaša. Žije zde 701 obyvatel.
První písemná zmínka o obci pochází z roku 1334. V obci je římskokatolický novorománský kostel Nejsvětější Trojice z roku 1925.